# Sinocalliopteryx
Sinocalliopteryx là một chi khủng long, được Ji S. Ji Q. Lü & Yuan mô tả khoa học năm 2007.